# جيمي أبوت
جيمي أبوت (25 مايو 1994 - ) (بالإنجليزية: Jamie Abbott)‏ هو لاعب كريكت بريطاني.